# Antonio de Sotomayor
Antonio de Sotomayor, O.P. (Valença do Miño, Portugal, 31 d'agost de 1557-Madrid, 3 de setembre de 1648) va ser un religiós dominic espanyol. Va arribar a ser confessor reial durant el regnat de Felip IV, el que va permetre que anés acumulant importants càrrecs i prebendes eclesiàstiques; va ser conseller d'estat, arquebisbe titular de Damasc, comissari general de Croada i inquisidor general, entre d'altres.

## Biografia
Nascut en el si d'una família noble gallega, era fill de Baltasar de Sequeiros-Benavides y Sotomayor i d'Isabel de Ozores y Sotomayor. Ben jove va ingressar a l'orde dels dominics i va iniciar la seva formació eclesiàstica al convent de San Esteban de Salamanca. Allà va prendre hàbits el 20 d'abril de 1563 i va començar a professar el 1574. Va continuar els seus estudis al col·legi de San Gregorio de Valladolid i, posteriorment, exerciria de professor en el seu antic convent a Salamanca i també al de Nuestra Señora del Rosario de Tordesillas i el de San Ildefonso de Toro i Toledo. Des d'allà va traslladar-se a Santiago de Compostel·la per ocupar la càtedra de Teologia, entre 1589 i 1600. A Santiago, el 1591, va sol·licitar ser qualificador del tribunal de la Inquisició i el 1592 es va fer càrrec, en qualitat de prior, del convent de Santo Domingo.
El 1601 torna a Valladolid com a rector del col·legi de San Gregorio i el 1608 abandona el càrrec per encarregar-se del priorat del convent de San Esteban de Salamanca. El 1612 va assolir un gran ascens dintre de l'orde quan va ser designat definidor en el capítol general de l'orde que es va celebrar a Roma. Això va esdevenir el pas previ perquè, el 1615 fos escollit provincial d'Espanya, càrrec que va exercir fins al 1619. Poc més d'un any després, va ser cridat a la cort per atendre el confessionari del duc de Lerma, a qui havia conegut durant la seva estada a Valladolid; després va ser nomenat confessor dels infants, especialment del príncep d'Astúries, el futur Felip IV, una activitat que mantindria després de la seva proclamació com a rei i que va compatibilitzar amb l'atenció del confessionari dels altres membres de la família reial, tant la reina com els infants.
La seva posició com a confessor reial li va permetre aconseguir altes atribucions a la cort, assolint els càrrecs més important durant la dècada del 1620 i del 1630. Al llarg dels anys va anar acumulant càrrecs: el 1622 va ser escollit conseller de la Inquisició; el 1623 procurador del regne de Galícia a Corts; el 1631 comissari general de Croada i president de la Junta Gran, encarregada d'atendre les relacions entre la Monarquia i la Santa Seu; el 1632 és nomenat conseller d'Estat i de Guerra i el mateix any inquisidor general, confirmat pel papa el 17 de juliol, un càrrec que va conservar fins al novembre de 1643. També va acumular nombroses prebendes que li van donar grans rèdits econòmics: el 1623 va ser nomenat arquebisbe titular de Damasc, i va obtenir el priorat de Xàtiva i l'abadia de Santander el 1626, als quals afegia el títol l'abadia d'Alcalà la Real el 1632. No obstant això, tot i mantenir-les fins a la seva mort, mai en va exercir el govern i va delegar.
El 1640 va intentar abandonar la cort per traslladar-se al convent de San Esteban de Salamanca per retirar-se deguda la seva avançada edat. Va arribar a presentar possibles substituts al confessionari reial, però l'oposició del comte-duc d'Olivares va impedir la seva marxa. El 1643 van caure ambdós en desgràcia, però a pesar de la substitució de Sotomayor com a confessor per fra Juan de Santo Tomás, va mantenir el títol fins a la seva mort, succeïda el 3 de setembre de 1648, a l'edat de 91 anys. Va ser enterrat a una capella costejada per ell al convent de San Esteban de Salamanca.